# Belmont-sur-Lausanne
Belmont-sur-Lausanne es una comuna suiza del cantón de Vaud, situada en el distrito de Lavaux-Oron. Limita al norte con la comuna de Savigny, al este con Lutry, al sur con Paudex y al oeste con Pully. 
La comuna hizo parte hasta el 31 de diciembre de 2007 del distrito de Lausana, círculo de Pully.